# Sulusaray
Sulusaray est une ville et un district de la province de Tokat dans la région de la mer Noire en Turquie.

## Histoire
Il s'agit de l'ancienne Sébastopolis.